# Communauté de communes du Val de Vienne
Die Communauté de communes du Val de Vienne ist ein französischer Gemeindeverband mit der Rechtsform einer Communauté de communes im Département Haute-Vienne in der Region Nouvelle-Aquitaine. Sie wurde am 18. Dezember 2000 gegründet und umfasst neun Gemeinden. Der Verwaltungssitz befindet sich im Ort Aixe-sur-Vienne.

## Mitgliedsgemeinden
| Gemeinde                                | Einwohner 1. Januar 2022 | Fläche km² | Dichte Einw./km² | Code INSEE | Postleitzahl |
| --------------------------------------- | ------------------------ | ---------- | ---------------- | ---------- | ------------ |
| Aixe-sur-Vienne                         | 5.860                    | 22,85      | 256              | 87001      | 87700        |
| Beynac                                  | 727                      | 12,57      | 58               | 87015      | 87700        |
| Bosmie-l’Aiguille                       | 2.620                    | 8,01       | 327              | 87021      | 87110        |
| Burgnac                                 | 858                      | 11,50      | 75               | 87025      | 87800        |
| Jourgnac                                | 1.112                    | 14,39      | 77               | 87081      | 87800        |
| Saint-Martin-le-Vieux                   | 878                      | 17,49      | 50               | 87166      | 87700        |
| Saint-Priest-sous-Aixe                  | 1.764                    | 23,15      | 76               | 87177      | 87700        |
| Saint-Yrieix-sous-Aixe                  | 441                      | 8,73       | 51               | 87188      | 87700        |
| Séreilhac                               | 2.045                    | 38,63      | 53               | 87191      | 87620        |
| Communauté de communes du Val de Vienne | 16.305                   | 157,32     | 104              | –          | –            |